# Alvis 14/75
La Alvis 14/75 è un'autovettura prodotta dalla casa automobilistica britannica Alvis dal 1927 al 1929, la prima Alvis con motore a sei cilindri.

## Descrizione
La vettura montava un motore in linea a sei cilindri con distribuzione a valvole in testa, dotato di un solo carburatore Solex e con cilindrata di 1.870 cm³ (alesaggio × corsa = 63 mm × 100 mm). L'avantreno e il retrotreno ad assali rigidi erano sostenuti da sospensioni a molle a balestra semiellittica.
La 14/75 era disponibile con due diverse misure di passo, 2.845 mm per la versione biposto e 3.010 mm per la variante a quattro posti. Le carrozzerie disponibili erano tre: berlina, cabriolet e roadster. Nel 1930 la 14/75 fu sostituita dalla Alvis Silver Eagle. 